# Лебедев, Ростислав Евгеньевич
Ростислав Евгеньевич Лебедев (8 апреля 1946, Москва) — советский и российский художник.

## Биография
Родился в 1946 году в Москве. В 1969 году окончил художественно-графический факультет Московского государственного педагогического института. С 1994 года член Московского союза художников.
Ростислав Лебедев — классик современного искусства, получивший известность в качестве одного из лидеров соц-арта. Автор ставших эпохальными работ, таких как «Сделано в СССР», «Карты Таро».

## Работы находятся в собраниях
- Государственная Третьяковская Галерея, Москва
- Государственный Русский Музей, Санкт-Петербург
- Государственный Музей Изобразительных Искусств им.А.С.Пушкина, Москва
- Cremona Foundation, Миннесота, США
- Rutgers University, Нью-Джерси, США
- Staatliches Lindenau Museum, Альтенбург, Германия
- Музей и общественный центр имени Андрея Сахарова, Москва
- Частные коллекции США, Швейцарии, Германии, Дании, Италии, Франции, Англии, Швеции, Австралии, России

## Персональные выставки
- 2021 — «Между пропагандой и легкомыслием». Галерея pop/off/art. Москва
- 2016 — «Это только текст» (совм. с В. Козиным), Новый Музей, Санкт-Петербург
- 2016 — «Китч Концепт», галерея pop/off/art, Москва
- 2011 — «Нет на свете краше птицы, чем свиная колбаса», галерея pop/off/art, Москва
- 2009 — «Заветные сказки», галерея pop/off/art, Москва
- 2008 — «Русский пантеон», галерея pop/off/art, Москва
- 1999 — «Маргинальные псевдоимпровизации», Зверевский центр современного искусства, Москва
- 1990 — Eduard Nakhamkin Fine Arts, Нью-Йорк, США

## Групповые выставки

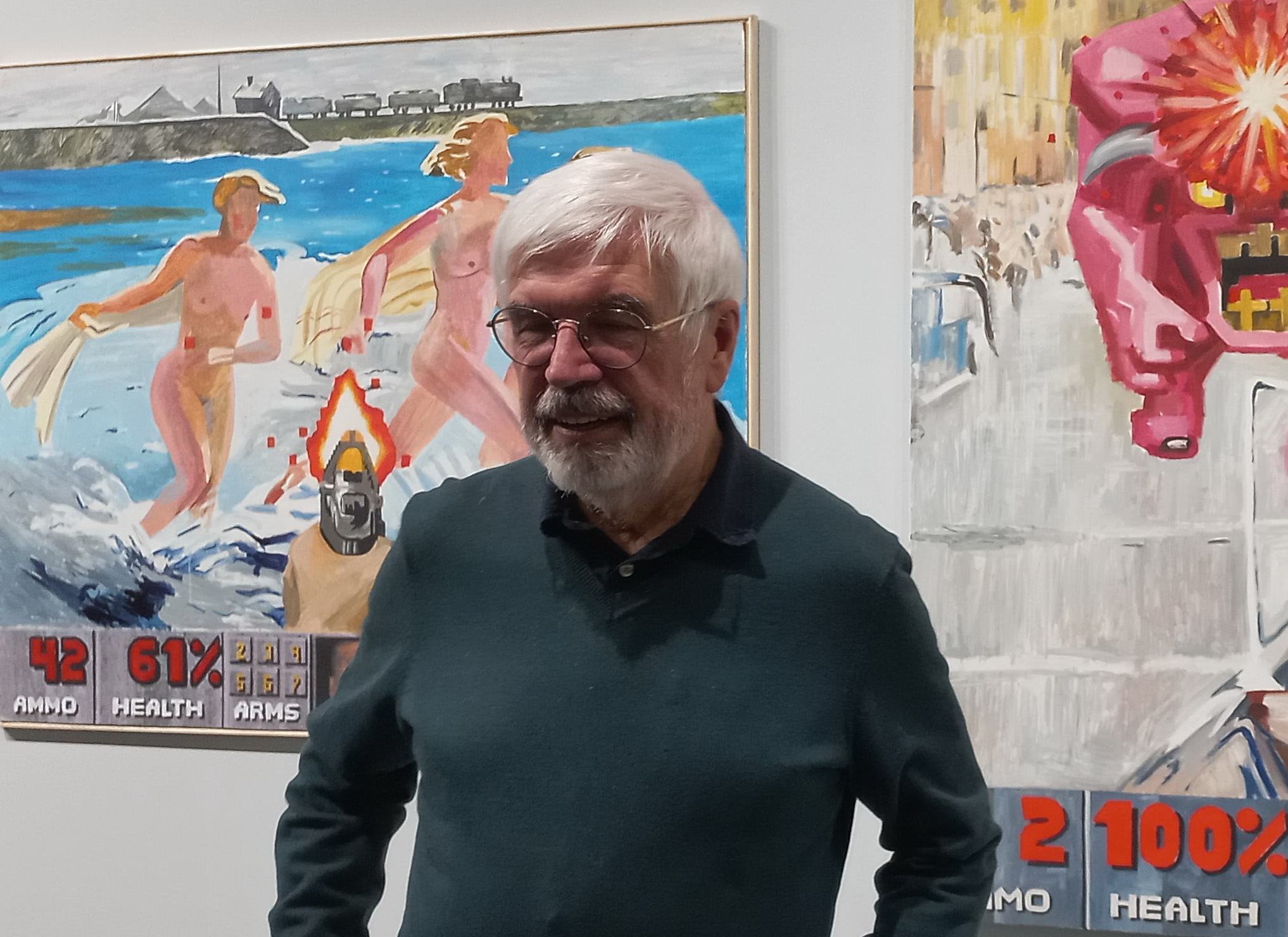
2024 г.

- 2022 - «Новая красивая выставка. Весна». Медиацентр в Зарядье. Москва
- 2021 - «Энди Уорхол и русское искусство». Севкабель Порт. Санкт-Петербург
- 2020 - «Ненавсегда 1968 -1985». Новая Третьяковка. Москва
- 2019 - «Герои нашего времени». Предаукционная выставка VLADEY. Московский музей современного искусства. Москва
- 2019 - «Фонд Русской Шелкографии». Cosmoscow 2019. Галерея JART. Гостиный Двор. Москва
- 2018 - «Живопись словами. Между текстом и образом». Галерея «Беляево». Москва
- 2018 - «Художник и его мастерская». Галерея XXI века. Москва
- 2017-2018 - «Commemorating the Russian Revolution, 1917/2017». Jane Voorhees Zimmerli Art Museum at Rutgers University. Нью-Джерси. США
- 2016 - «Это только текст». Музей современного искусства Новый Музей. Санкт-Петербург
- 2016 - «Футбол – хоккей». ЦСИ Винзавод. Москва
- 2016 - «Kollektsia! Soviet and Russian Contemporary Art from 1950-2000 in the Collection of the Centre Pompidou». Centre Georges Pompidou. Париж. Франция
- 2014 - «Дмитрий Пригов – Герцог Беляевский. Гений места». Галерея «Беляево». Москва
- 2014 - «Украшение красивого. Элитарность и китч в современном искусстве». Центр современного искусства «Заря», Владивосток
- 2013 - «Украшение красивого. Элитарность и китч в современном искусстве». Художественный Музей им. И.Н. Крамского, Воронеж, галерея 16thLINE, Ростов-на-Дону, ГЦСИ, Владикавказ
- 2013 - Art Paris Art Fair, Париж
- 2012 - «Украшение красивого. Элитарность и китч в современном искусстве, Государственная Третьяковская галерея, Москва
- 2012 - «Полная ложь. Искусство политической метафоры», Москва
- 2008- «100 % Black Square», галерея pop/off/art, Москва
- 2008 - «Арт-Москва», ЦДХ, Москва
- 2006 - «Арт-Москва», ЦДХ, Москва
- 2006 - Вторая Биеннале современного искусства, Государственная Третьяковская Галерея, Москва
- 2006 - «Приключения чёрного квадрата», Государственный Русский Музей, Санкт-Петербург
- 2006 - «Слово и изображение», ГЦСИ, Москва
- 2006 - «Sots Art.Political art in Russia from 1972 to today», Maison Rouge, Paris, France
- 2005 - Первая Московская Биеннале современного искусства, «Варшава-Москва», ГТГ, Москва
- 2005 - «THE ARTCARD», Sharjah Art Museum, Шарджа, ОАЭ
- 2005 - «Русский поп-арт», Государственная Третьяковская Галерея, Москва
- 2004 - «Эротика, секс…», галерея на Солянке, Москва
- 2004 - «Варшава-Москва», Национальная галерея «Захента», Варшава,Польша
- 2001 - «Эпоха Сахарова», Музей и общественный центр имени Андрея Сахарова, Москва
- 2000 - ART-МОСКВА, Международная художественная ярмарка, ЦДХ, Москва
- 1999 - «Музей современного искусства», выставка Коллекции современного искусства Музея-заповедника «Царицыно», ЦДХ, Москва
- 1999 - It's the real thing. Soviet and post-soviet sots art and american pop-art.The Frederick R.Weisman Art Museum of Minnesota, Minneapolis, USA
- 1999 - Выставка-лаборатория "Идея музея СССР", Музей и общественный центр имени Андрея Сахарова, Москва
- 1999 - Послевоенный русский авангард из собрания Юрия Трайсмана, США, Государственный Русский Музей, Санкт-Петербург
- 1999 - Государственная Третьяковская Галерея, Москва, Miami University Art Museum, Oxford, Ohio
- 1999 - «Родился, женился, гулял...Пушкин в Москве», Зверевский центр современного искусства, Москва
- 1999 - Книга художника, ГМИИ им. А.С.Пушкина, Москва
- 1999 - «АРТ-МАНЕЖ-99.ЕВРАЗИЙСКАЯ ЗОНА», Манеж, Москва
- 1999 - «Рабочие в изобразительном искусстве и в фотодокументах», галерея на Солянке, Москва
- 1998 - Forbiden Art, Art Center, College of design Alyce de Roulet Williamson gallery, Pasadena, California, USA
- 1997 - «История в лицах 1956-1996»,Нижний Новгород, Самара, Пермь, Новосибирск, Екатеринбург
- 1997 - Cetinjski Bienale 3, Цетине, Черногория
- 1997 - Art of undegraund in URS, Centre exibition hall, Budapesht, Hungary
- 1995 - «Kunst im verborgenen. Nonconformisten Russland 1957-1995». Коллекция современного искусства музея-заповедника «Царицыно» Wilchelm-Hack Museum, Людвигсхафен-на-Рейне; Documenta-Halle, Кассель; Staatiches Lindenau Museum, Альтенбург, Германия
- 1994 - «Майская выставка», "Московская Галерея", Кузнецкий мост, 20 Москва
- 1994 - «Художник вместо произведения", ЦДХ, Москва
- 1994 - «Adresse provisoire pour l'art contemporain russe», Musee de laPoste,Париж, Франция
- 1994 - Cetinjski Bienale 2, Цетине, Черногория
- 1993 - «Философия имени», ЦСИ, Москва
- 1992 - «Соц-арт» (Коллекция современного искусства Музея-заповедника "Царицыно"), Музей Ленина, Москва
- 1992 - «Gorby in Images», Передвижная выставка по университетам США
- 1991 - «Back to square one», Berman gallery, Нью-Йорк, США
- 1991 - 3-rd International Print Fair, Сидней, Австралия
- 1991 - «In de USSR en Erbuiten», Stedejlik Museum, Амстердам, Нидерланды
- 1991 - «Современное советское искусство: От оттепели до перестройки»
- 1991 - Коллекция современного искусства музея "Царицыно", Setagaya Art Museum, Токио, Япония
- 1991 - «After Perestroika», Irving Galleries, Сидней, Австралия
- 1991 - «Современные художники - Малевичу", Государственная Третьяковская Галерея, Москва
- 1990 - «В сторону объекта», "Каширка", Москва
- 1990 - «Традиции русской живописи», Музей Москвы, Москва
- 1990 - Chiсаgo International Art Fair, Чикаго, США
- 1990 - «Absolut Glasnost»,выставка фирмы "Абсолют водка", Нью-Йорк, США
- 1989 - «Дорогое искусство», Дворец молодёжи, Москва
- 1989 - Showroom gallery, Лондон, Великобритания
- 1989 - «Новое советское искусство», Кёльн, ФРГ
- 1989 - «Dialogue», "Avant-garde" Russe et Art Contemporain Sovietique"
- 1989 - Centre Boris Vian, Ville des Uliss, Париж, Франция
- 1989-1990 - «Transformaition», The Legacy of Authority", Camden Art Centre, Лондон, Миддлсбург, Бернсли, Колчестер, Великобритания
- 1988 - «Геометрия в искусстве»,"Каширка", Москва
- 1988 - «Лабиринт», Дворец молодёжи, Москва
- 1988 - «Экспозиция сегодняшнего художественного сознания», галерея "МАРС", Дизайн-центр, Москва
- 1988 - «Ich lebe - ich sehe», Kunstmuseum, Берн, Швейцария
- 1988 - «Фестиваль современного искусства», ДК "Меридиан", Москва
- 1988 - 2-я выставка Первого творческого объединения московских художников. Дом художника на Кузнецком мосту, Москва
- 1987 - «Художник и современность», Первое творческое объединение московских художников, выставочный зал "Каширка", Москва
- 1987 - «Ретроспекция творчества московских художников, 1957-1987" л/о "Эрмитаж", Профсоюзная ул. д.100, Москва
- 1981 - «Nouvelles Nendances de l'art Russe non officiel, 1970-1980», Le Centre de la Villedieu, Элланкур,Франция
- 1979 - «Цвет, пространство, форма», Выставочный зал горкома художников-графиков, Москва
- 1975-1983 - Однодневные творческие вечера-выставки, Дом художника на Кузнецком мосту, Москва
- 1976 - «Весенние квартирные выставки» (предварительные экспозиции к предстоящей выставке в залах на Беговой улице), Москва
- 1976 - «Exposition au Musee en Exil»(коллекция А.Глезера), Монжерон, Франция
- 1975 - «Предварительные квартирные просмотры к Всесоюзной выставке», Москва
- 1975 - «Выставка произведений московских художников», ВДНХ, павильон Дом культуры, Москва.
- 1968-1983 - Ежегодные групповые выставки молодых московских художников, Дом художника на Кузнецком мосту, Москва

## Цитаты
- «Меня всегда интересовала грань, где кончается жизнь и начинается искусство. Иногда устаешь и уходишь в сторону искусства, потом опять возвращаешься к жизни. Такое, знаете, движение, фланирование. Я не могу делать что-то одно. Даже с повторами мне становится скучно. Я лучше не буду работать, чем буду повторяться. В 1990-е я же мало работал, делал в основном повторы, сил не хватало на новые идеи. Я думал, что соц-арт ушел вместе с Советским Союзом, и начал искать новые ходы. Но что самое интересное, в результате я понял, что никуда ничего не ушло — все то же самое. И как-то спокойно и хорошо стало. С одной стороны плохо, что ничего не ушло, а с другой хорошо — ведь материал-то для искусства остался! И в России так вечно, наверное, будет»[2] — Ростислав Лебедев, 2011.
- «Ростислав Лебедев — один из изобретателей направления, тех художников, что поначалу пытались последовательно воспроизводить сладостный заграничный поп-арт, а где-то в середине 1970-х совершили революционный жест — пересадили его на почву советской идеологии и ее антуража. Лебедев не входит в число звезд как Виталий Комар и Александр Меламид или одно время соц-артистски настроенный Дмитрий Александрович Пригов и, в общем-то, не ощущается в статусе классика как Борис Орлов, Леонид Соков или Гриша Брускин. Однако он — один из самых последовательных художников направления, до сих пор почти без колебаний, не опасаясь старомодности, разрабатывающий соц-артистские приемы. И эта верность себе очень обаятельна. Лебедев начинал с живописи, потом, в начале 1970-х, стал экспериментировать с раздвигающими пространство картины ассамбляжами (увлеченность поп-артом в духе скорее не Уорхола, а Раушенберга пересекалась тут с интересом к русскому авангарду, постоянно иронически поминаемому в вещах Лебедева). Чуть позже он начал делать самые известные свои вещи — странные агитационные объекты, не обладавшие никаким уловимым назначением, лишь торжественно представлявшие самих себя — вроде большого красного параллелепипеда с надписью "Сделано в СССР"»[3]  — Игорь Гулин, 2011